# Могила (село)
Могила — село в Северной Македонии. Село находится в Пелагонии, к северо-востоку от Битола. Название, вероятно, происходит от славянского слова "Могила", которое может означать "холм".

## Население
По данным переписи 2002 года, население села составляло 1 562 человека.
Все жители, кроме одного, считали себя Македонцами
.
Динамика численности населения:
| 1948 | 1953 | 1961 | 1971 | 1981 | 1991 | 2002 | 2021 |
| ---- | ---- | ---- | ---- | ---- | ---- | ---- | ---- |
| 1480 | 1703 | 2038 | 2282 | 2510 | 2285 | 1526 | 1262 |

## История
В Османской Македонии XIX века, село было известно своим большим количеством "Македонских борцов за свободу" (или комитов). В 1900 году здесь проживали 850 человек. В конце XIX — начале XX века это место оказалось вовлечено в борьбу Внутренней македонской революционной организации против Османского ига. 8 мая 1903 года дом местного революционера Николы Мешкова, подвергся Османскому налёту, и в последующем бою были убиты трое мужчин и две женщины.

## Спорт
Есть местный футбольный клуб ФК «Могила», который играл в Третьей македонской лиге.